# Júlio Costa
Júlio Gomes Pereira da Costa (Porto, 8 de julho de 1853 — Porto, 9 de dezembro de 1923), mais conhecido por Júlio Costa, foi um pintor, litógrafo e professor, que se destacou como retratista, reconhecido pelo grande realismo das suas obras.

## Biografia
Júlio Costa nasceu na cidade do Porto, filho de Fernando José Pereira da Costa e de Ana Gomes de Oliveira Costa. Era sobrinho do pintor António José da Costa, de quem foi discípulo. Frequentou a Academia Portuense de Belas Artes, onde foi aluno de João António Correia. Concluiu o curso de Pintura Histórica daquela instituição em 1881.
Participou nas exposições do Centro Artístico Portuense de 1881 e 1882, e expôs na trienal da Academia Portuense de 1884, nas Exposições d’Arte, entre 1887 e 1895, e no Ateneu Comercial do Porto. Associou-se às exposições do Grémio Artístico de Lisboa (de 1891 e seguintes) e concorreu à Exposição do Rio de Janeiro de 1908. São da sua autoria os restratos do rei D. Carlos (no salão do Tribunal da Relação do Porto), de Oliveira Martins, Ricardo Jorge, João Franco, Costa e Almeida, Venceslau de Lima e Lima Júnior, estes últimos produzidos para a Câmara Municipal do Porto. Para alé de restratismo, também se dedicou à pintura religiosa.
No campo da litografia produziu ilustrações para várias obras impressas, com destaque para o Plutharco Português. Também se dedicou ao ensino da pintura,alcançando grande sucesso como professor. Dezenas de discípulas frequentaram o seu curso, que incluía o ensino de desenho e de pintura (a aguarela e a óleo). As meninas começavam por copiar estampas, passando depois para o “estudo do natural” que abrangia temáticas diversas, como o retrato, as cenas de costumes e as inevitáveis flores (principalmente camélias). Chegou mesmo a organizar em Belos Ares exposições de obras dessas suas prendadas estudantes, com vários discípulos que vieram a ser destacados pintores.